# Ерика Бела
Ерика Бела (на английски: Erika Bella) е артистичен псевдоним на унгарската порнографска актриса Ерика Рокошци (на унгарски: Rokosci Erika), родена на 23 август 1972 г.
Тя се счита за една от унгарските порноактриси, спомогнали за създаването на порнографската филмова индустрия в Италия през 90-те години на 20 век.
Дебютира като порнографска актриса през 1994 г. Снима за европейски и американски компании.
Приключва с кариерата си в порноиндустрията през 2000 г. и се установява да живее в Будапеща.